# Cyperus szechuanensis
Cyperus szechuanensis är en halvgräsart som beskrevs av Tetsuo Michael Koyama. Cyperus szechuanensis ingår i släktet papyrusar, och familjen halvgräs. Inga underarter finns listade i Catalogue of Life.